# Steuerrecht (Ukraine)
Das Fundament des ukrainischen Steuerrechts bilden das Mehrwertsteuergesetz, das Gewinnsteuergesetz und das Einkommensteuergesetz. Ein allgemeiner Steuerkodex, der alle steuerlichen Gesetze und Regelungen in ein einheitliches System zusammenfassen soll, befindet sich derzeit in der Ausarbeitung.

## Geschichtliche Entwicklung
Mit der Unabhängigkeit der Ukraine ergab sich 1991 die Notwendigkeit eines eigenen Steuersystems. Das am 25. Juni 1991 verabschiedete „Gesetz über das Besteuerungssystem“ №1251-XII umfasste radikale Reformen, die sich an den Besteuerungssystemen entwickelter westlicher Staaten orientierten.
Das neu geschaffene Steuersystem orientierte sich kaum an den besonderen Bedingungen der Übergangsperiode. Im Vordergrund stand die fiskalische Funktion (die Generierung der benötigten Finanzmittel). Die regulierende und stimulierende Funktion der Steuergesetzgebung wurde nicht ausreichend beachtet. In der Folge nahm die Anzahl verlustbringender Unternehmen rasant zu, die Arbeitslosigkeit stieg und mit ihr die sozioökonomischen Probleme im Land.
Das Gesetz wurde in den Jahren 1992 und 1993 wiederholt ergänzt und modifiziert und im Jahr 1994 wurde schließlich eine ganz neue Fassung verabschiedet. In der neuen Version wurden die strukturellen Grundlagen des Steuersystems, die Steuerarten, Abgaben und Gebühren, deren Anrechnungs- und Verwendungsverfahren, wie auch Steuerpflichtige, Besteuerungsgegenstände und die Haftung für Verletzungen des Steuerrechts festgelegt.
Heute gilt eine nochmals überarbeitete und im Jahr 1997 verabschiedete Fassung des Gesetzes. Das Gesetz beinhaltet alle Steuern und Abgaben, die in der Ukraine zu bezahlen sind. Die Anrechnungs- und Bezahlungsverfahren der verschiedenen Steuerarten und Abgaben werden von 28 weiteren Gesetzen (insbesondere den drei eingangs genannten) reguliert.

## Neuerungen 2009
Als Reaktion auf die Finanzkrise wurde vom ukrainischen Parlament eine Reihe von Steuererleichterungen verkündet. Unter anderem wird die Umsatzsteuerbefreiung und Gewinnsteuervergünstigung für Verlage bis 2015 verlängert (vorher begrenzt bis 2009) und die Gebühr für den Kauf von Fremdwährung von 0,5 % auf 0,2 % gesenkt.
Darüber hinaus hat das Parlament eine Erhöhung der Verkehrsmittelsteuer beschlossen. Entsprechend wurde zum 10. Januar 2009 insbesondere die Steuer auf Fahrzeuge älter als 8 Jahre und auf Fahrzeuge mit mehr als 2,2 Liter Hubraum deutlich erhöht.
Auf den Import von Autos und Anlagen bzw. Maschinen wurde ein Sonderzoll in der Höhe von 13 % eingeführt. Um bis zu 5 % reduziert wurde hingegen der Exportzoll auf eine Reihe von Gütern.

## Steuerarten
Gemäß geltender Gesetzgebung werden in der Ukraine derzeit 20 gesamtstaatliche und 14 lokale Steuern und Gebühren erhoben. Die wichtigsten finden sich in der nachfolgenden Übersicht:

### Gesamtstaatliche Steuerarten
| Umsatzsteuer (Mehrwertsteuer)   | Der Regelsteuersatz beträgt 20 %. Beim Export von Waren sowie begleitenden Leistungen beträgt der Umsatzsteuersatz 0 % (Art. 6.1, 6.2 des Gesetzes über MwSt.). Ein allgemeiner verminderter Umsatzsteuersatz, z. B. auf Lebensmittel, existiert nicht. Es gibt aber eine Reihe von festgelegten Waren, die nicht der Umsatzsteuer unterliegen. |
| Einkommensteuer bzw. Lohnsteuer | Der Einkommensteuersatz beträgt pauschal 15 % (vor dem 31. Dezember 2006 13 %). Unternehmen sind verpflichtet bei der Gehaltsauszahlung die Einkommen- bzw. Lohnsteuer einzubehalten und an das Finanzamt abführen. Verbringt ein Mitarbeiter weniger als 183 Tage im Jahr in der Ukraine, gilt die beschränkte Einkommensteuerpflicht mit einem Steuersatz von 15 % (vor dem 31. Dezember 2006 13 %). Auf Grund des deutsch-ukrainischen Doppelbesteuerungsabkommens ist bei einem Aufenthalt von weniger als 182 Tagen allerdings keine ukrainische Steuer fällig, sofern das Gehalt in Deutschland bezahlt wird. |
| Sozialversicherungsteuern       | Auf Löhne und Gehälter werden Sozialversicherungsbeiträge und -steuern berechnet. Diese sind zum größten Teil durch den Arbeitgeber zu tragen. Dazu gehören: - Zahlungen an die Rentenversicherung – 33,2 % (Arbeitgeberanteil), 2 % (Arbeitnehmeranteil) - Zahlungen an den örtlichen Fonds für Sozialversicherung – 1,4 %-Arbeitgeberanteil (vor dem 13. Januar 2009 1,5 %); 1 %-Arbeitnehmeranteil - Zahlungen an den örtlichen Fonds für Arbeitslosenversicherung – 1,6 % Arbeitgeberanteil (vor dem 13. Januar 2009 1,3 %); 0,6 %-Arbeitnehmeranteil (vor dem 13. Januar 2009 0,5 %) - Zahlungen an den Unfallversicherungsfonds – Neben den bisher aufgelisteten Zahlungen an die Fonds müssen alle Unternehmen auch Zahlungen für die Betriebsunfallversicherung leisten. Für die meisten Tätigkeiten beträgt der Beitragssatz zwischen 0,56 % und 6,52 %. Beispielsweise beläuft sich der Satz für Handelsunternehmen auf 0,8 % und für Verkehrs- und Speditionsunternehmen auf 1,66 %. |
| Gewinnsteuer                    | Ukrainische und ausländische Unternehmen unterliegen der Gewinnsteuer. Der Gewinn wird als Differenz zwischen Einnahmen und Ausgaben definiert. Der Steuersatz beträgt einheitlich 25 %. |
| Verbrauchsteuer (Akzise)        | Verbrauchsteuern werden sowohl auf importierte als auch in der Ukraine hergestellte alkoholhaltige Getränke, Tabakwaren, Fahrzeuge, Benzin- und Dieseltreibstoffe erhoben. Die Höhe der Verbrauchsteuersätze variiert je nach den konkreten Waren und wird in einem speziellen Gesetz jährlich festgelegt. Als Bemessungsgrundlage dient die Menge und der jeweilige Alkoholanteil eines Produkts. Das Besteuerungsverfahren wird im Gesetz über die Verbrauchsteuer- und Einfuhrzollsätze auf einige Warenarten von 11. Juli 1996, Gesetz über die Verbrauchssteuer auf alkoholhaltigen Getränke und Tabakwaren vom 15. September 1995 und in der Regierungsverordnung über die Verbrauchsteuer vom 26. Dezember 1992 geregelt. |
| Grundsteuer (Immobiliensteuer)  | Die Grundsteuer wird von Eigentümern monatlich entrichtet. Die Steuersätze variieren je nach Art und Lage des Grundstücks. Außerdem spielt eine Rolle, ob eine Schätzung des Grundstückwertes durchgeführt wurde. Ohne eine solche Schätzung ist der Steuersatz grundsätzlich höher. Die Gemeinden sind berechtigt, die Steuersätze zu verändern (außer für landwirtschaftliche Grundstücke). Jedoch dürfen die Steuersätze maximal verdoppelt werden. Die Grundsteuer ist im Gesetz über die Zahlung für die Bodennutzung vom 7. März 1992 geregelt. |
| Zoll                            | Das neue Zollgesetzbuch regelt 14 unterschiedliche Zollverfahren zur Einfuhr, Wiedereinfuhr, Ausfuhr, Wiederausfuhr, Durchfuhr, vorübergehende Einfuhr, vorübergehende Ausfuhr, für die Zolllagerung, Duty-Free-Shops, Verarbeitung innerhalb von ukrainischem Zollgebiet, Verarbeitung außerhalb vom ukrainischen Zollgebiet, Vernichtung und für den Verkauf zugunsten des Staates. Der Ein- und Ausfuhrzoll wird prozentual vom Zollwert der Waren oder als Fixbetrag für die jeweilige Wareneinheit festgelegt. Die aktuelle Rechtsgrundlage bilden das Zollgesetzbuch vom 11. Juli 2002, das ab 1. Januar 2004 in Kraft getreten ist, die Gesetze über den einheitlichen Zolltarif vom 5. Februar 1992 und über den Zolltarif der Ukraine vom 5. April 2001. |

### Lokale Steuern und Abgaben
| Kommunalsteuer  | Die Kommunalsteuer ist von juristischen Personen (außer Landwirtschaftsbetrieben) sowie öffentlichen Behörden und Einrichtungen zu entrichten. Die Kommunalsteuer darf 10 % der jährlichen Lohnauszahlung an die im jeweiligen Unternehmen tätigen Arbeitnehmer nicht übersteigen. Die konkrete Höhe der Kommunalsteuer wird von den örtlichen Selbstverwaltungsorganen festgelegt. Das Gesetz gibt lediglich eine Obergrenze vor. Die Kommunalsteuer wird im Dekret des Ministerkabinetts über die örtlichen Steuern und Abgaben vom 20. Mai 1993 geregelt. |
| Weitere Steuern | Weitere lokale Steuern und Abgaben umfassen die Werbesteuer, Hotelgebühr, Spielsteuer, Marktgebühr und die Parkplatzgebühr. |